# Île aux Oiseaux (Gironde)
Die Île aux Oiseaux (Insel der Vögel) ist eine gezeitenbeeinflusste Insel im Bassin d’Arcachon, das sich aus einem Ästuar des Flusses Eyre gebildet hat. Die Île aux Oiseaux, die zur Gemeinde La Teste-de-Buch im Département Gironde gehört, ist die größte Insel im Bassin d’Arcachon. Sie befindet sich 60 km westlich von Bordeaux und steht seit 2004 unter Naturschutz. Als eine der wichtigsten Sehenswürdigkeiten der Insel werden die zwei erhaltenen Pfahlbauhütten, sogenannte Cabane tchanquée angesehen.

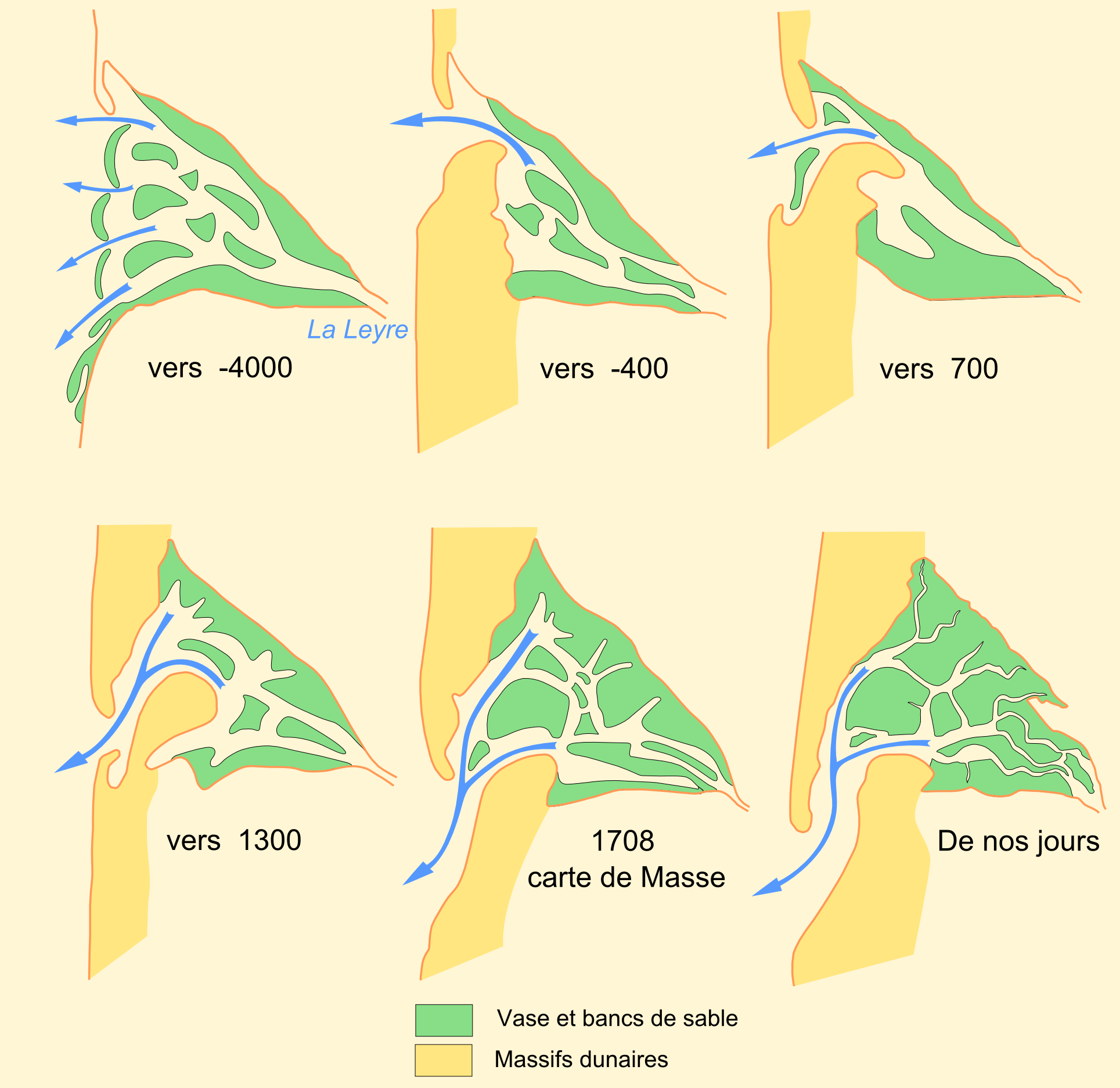
Entwicklung des Bassin d’Arcachon mit der Île aux Oiseaux

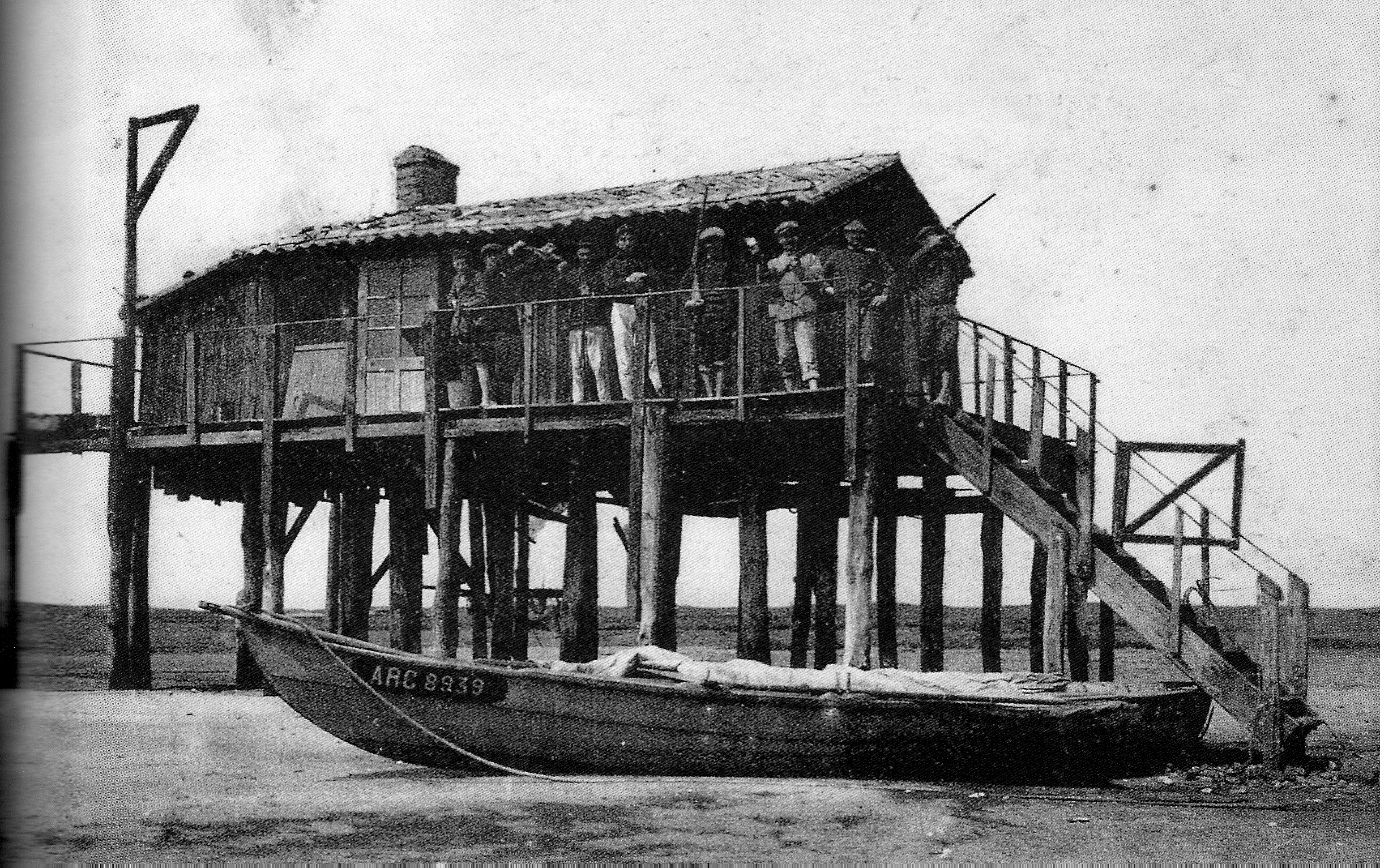
Cabane tchanquées mit einer Pinasse, einem typischen Fischerboot aus dem Bassin d’Arcachon

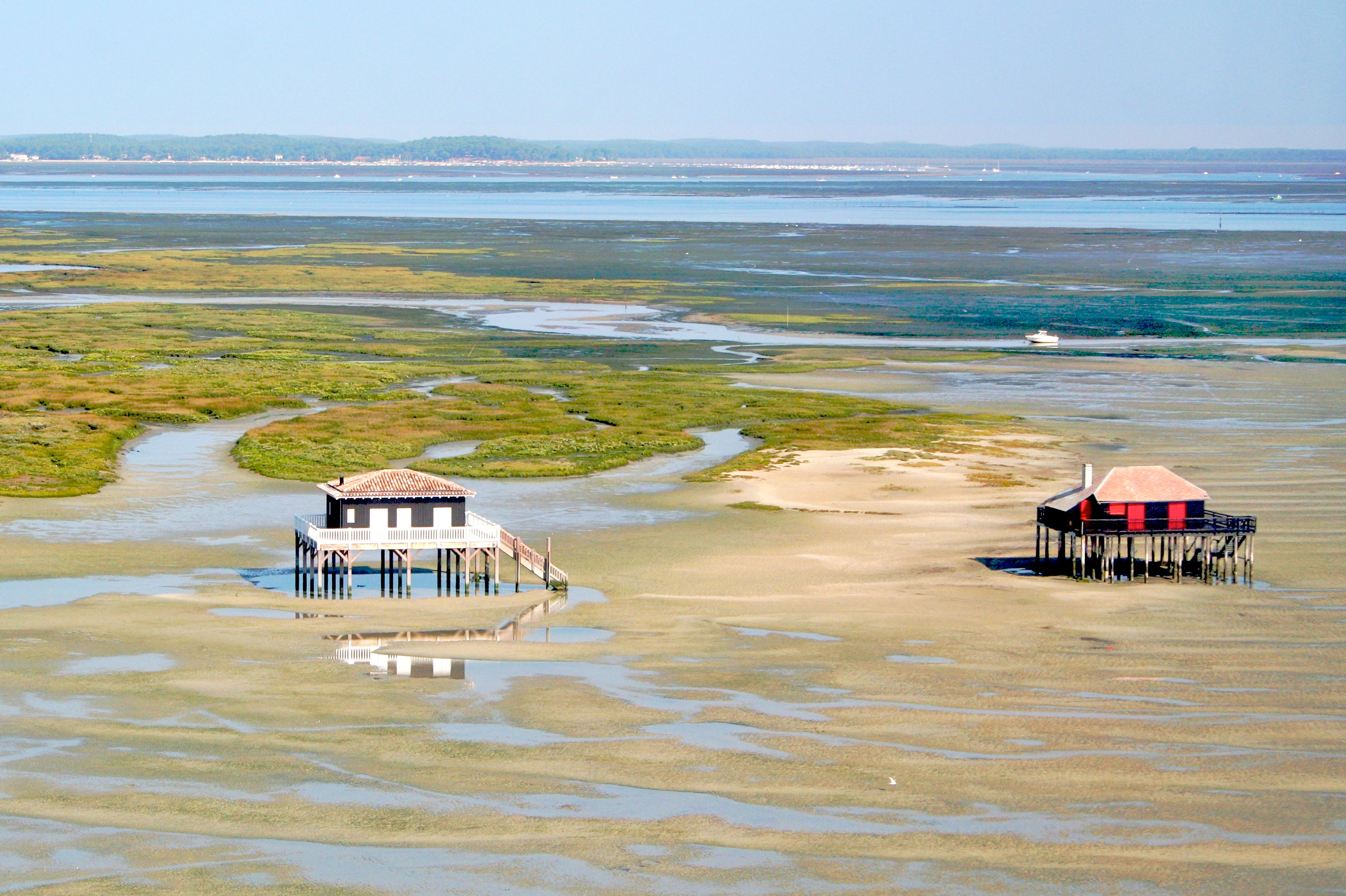
Île aux Oiseaux mit den Cabanes tchanquées

## Geografische Lage und administrative Zugehörigkeit
Die Île aux Oiseaux ist neben der Banc d’Arguin und der Île de Malprat die größte der drei Inseln im Bassin d’Arcachon. Die Insel liegt drei Kilometer nördlich von Arcachon und ist ausschließlich durch kleine Boote zu erreichen. Die Größe der Insel variiert in Abhängigkeit vom Gezeitenstand. Sie ist in ihrer größten Ausdehnung bei Ebbe 1643 Hektar groß. Bei einem Tidenhub von durchschnittlich 4 Metern umfasst die Insel bei Flut dagegen lediglich eine Größe von etwa 300 Hektar.
Der größte Teil der Insel steht unter staatlicher Verwaltung, lediglich im Norden befinden sich 44 Hektar in Privatbesitz. Gegenwärtig leben keine Menschen dauerhaft auf der Insel, die meisten kommen nur temporär zur Vogelbeobachtung, Jagd oder Austernzucht auf die Insel. Im Jahr 1910 wohnten hier noch insgesamt 102 Einwohner in einfachen Holzhütten. Diese einstöckigen Hütten gruppieren sich heute in fünf kleinen Weilern; neue Baugenehmigungen werden in der Regel nicht erteilt.
Die Insel wird von den lokalen Behörden von La Teste de Buch und dem Generalrat des Départements Gironde verwaltet. Im Mittelpunkt der administrativen Tätigkeiten stehen der nachhaltige Schutz der natürlichen Umwelt sowie die Bewahrung der ursprünglichen Architektur der Inselbauten. Neben der Reglementierung des Tourismus und der Baumaßnahmen zählt auch die Bekämpfung der invasiven Pflanzen- und Tierarten zu den Hauptaufgaben der Verwaltung.

## Entstehung und Geschichte der Insel
Die Entwicklung der Insel ist eng verbunden mit der Entstehung des Bassin d’Arcachon. Vor 6000 Jahren befand sich an dieser Stelle das trichterförmige Ästuar des Flusses Eyre, das durch verschiedene Sandbänke gegliedert war. Im Laufe der Zeit entwickelte sich durch küstenparallelen Sandtransport an der Atlantikküste die Halbinsel Cap Ferret, die die offene Verbindung zwischen Atlantik und dem Mündungsdelta des Eyre teilweise abgeschnitten hat. Die Sedimentationsverhältnisse im Mündungsbereich änderten sich und es kam zu Verlandungen auf der Südseite des Mündungstrichters, wovon die Île aux Oiseaux heute die größte Restfläche bildet. Andere betrachten die Insel genetisch als Rest einer Sandbank im Mündungsdelta des Eyre.
Die erste kartografische Darstellung der Insel findet sich auf einer Karte von Claude Masse aus dem Jahr 1708. Damals gab es auf der Insel zwei Hütten, die von Kuhhirten bewohnt waren sowie einen Süßwasserbrunnen. Ab 1820 konnten die Bauern der Gegend ihr Vieh zunächst kostenfrei zum Weiden auf die Insel schicken. Nach der Julirevolution von 1830 diente die Insel als Verbannungsort für den vertriebenen Präfekten der Gironde.
In den 1820er-Jahren wird die Insel verstaatlicht. Im 19. Jahrhundert etablierte sich auf der Insel die Vogel- und Kaninchenjagd.
Da die natürlichen Austernbänke am Atlantik in den 1860er-Jahren die Nachfrage nach Austern nicht mehr decken konnte, entschloss man sich, künstliche Austernfarmen zu errichten. Auf der Insel konnten Seeleute eine Konzession zur Austernzucht erwerben. Um ihr Gewerbe auszuüben, errichteten sie Cabanes, die charakteristischen Holzhütten auf der Insel.
Am 28. Oktober 1882 verwüstete eine große Sturmflut die Insel, die auf der Insel lebenden Austernfischer, Landwirte sowie das Weidevieh ertranken. Im folgenden Jahr errichtete man die ersten Hütten auf Pfählen, um besser vor den Sturmfluten geschützt zu sein.
Im September 1910 baute man auf der Insel einen Flugplatz, der kurzzeitig in Betrieb war. Um die Wasserversorgung auf der Insel sicherzustellen, vertiefte man 1924 den vorhandenen Brunnen auf 114 Meter und stieß dabei auf artesisches Grundwasser. Weil die Einnahmen aus der Austernzucht und des Tourismus zurückgegangen waren, wurden am 24. August 1925 Teile der Insel privatisiert. Die Käufer, Industrielle aus Bordeaux, hatten große Pläne zur Umgestaltung der Insel, die jedoch größtenteils nicht realisiert wurden.
Gegenwärtig ist die kommerzielle Nutzung der Insel zugunsten des Naturschutzes stark eingeschränkt. Ein historisches Pfahlhaus, die Cabane tchanquée Nr. 53 wird heute als Inselmuseum betrieben.

## Natur und Naturschutz
Die Insel ist durch eine standortcharakteristische, artenreiche Flora und Fauna gekennzeichnet. Die höchsten Erhebungen der Insel sind durch einen lockeren Bewuchs mit Seekiefer (Pinus Pinaster), Feigen und Gewöhnliche Robinien gekennzeichnet.
Der Großteil der Insel wird jedoch durch Feuchtgebiete eingenommen, die von Prielen, Wasserlöchern und Kanälen durchzogen sind. In diesen Habitaten sind verschiedene Binsengewächse, Strandflieder, verschiedene Salzpflanzen, wie Arthrocnemum, Strand-Astern sowie Meeresschnecken anzutreffen.
Die Wattflächen, die bei Ebbe vom Meer freigegeben werden, sind flächendeckend mit Seegras bedeckt, das als Nahrungsgrundlage für die Enten und Gänse dient. In den Salzmarschen wird in den letzten Jahren das verstärkte Auftreten von invasiven Arten, wie beispielsweise dem Kreuzstrauch (Baccharis halimifolia) beobachtet.
Auf der Île aux Oiseaux können bis zu 150 Vogelarten beobachtet werden, die hier leben, brüten oder auf dem Vogelzug durchziehen, unter anderem Blaukehlchen, Schafstelzen, Rotschenkel, Uferschnepfen, Lerchen, Rohrammern, Sumpfohreulen, Wanderfalken, Graugänse, Eisvögel, Kiebitzregenpfeifer sowie Seidenreiher. Im Winter sind hier verschiedene Möwenarten, Brachvögel und der Seeregenpfeifer zu finden.
Im Jahr 2004 wurde das Gebiet unter Naturschutz gestellt (CDDA-Code 392069). Gemeinsam mit dem Bassin d’Arcachon ist die Insel Teil des Natura2000-Gebietes Bassin d’Arcachon et Cap Ferret (FR7200679).

## Landwirtschaft, Austernzucht und Jagd
Seit dem frühen 18. Jahrhundert wurde die Insel als Weideland für Kühe genutzt. Die karge Salzvegetation für Weidevieh und die häufigen Überschwemmungen führten zu einer Einstellung der Bewirtschaftung durch Weidevieh Ende des 19. Jahrhunderts, nachdem eine Sturmflut 1882 eine halbe Viehherde dezimierte.
Die ersten Austernfarmen auf der Île aux Oiseaux wurden 1860 gegründet. Die Austernzucht entwickelte sich rasch zu einem wichtigen wirtschaftlichen Faktor in der Region und wird auch heute noch im Bassin d’Arcachon betrieben.
Die Jagdsaison auf der Insel beschränkt sich auf die Wintermonate, in denen der Tourismus ruht. Gejagt wird aus insgesamt 41, vorwiegend schwimmenden Hütten heraus, die in Wassersenken und flachen Seen verankert sind. In der Zeit vom 1. Oktober bis 20. November ist auf der Insel auch der Vogelfang mit Netzfallen gestattet.
Bis in die frühen 1950er-Jahre wurde vom 15. Oktober bis 15. März die Enten- und Seevogeljagd mit großen Flächennetzen praktiziert, die senkrecht zur vorherrschenden Windrichtung aufgespannt wurden. Neben Enten wurden mit dieser Methode auch Singvögel, Drosseln, Lerchen und Watvögel gefangen, die sich in den Netzen verfangen haben. Diese Jagdmethode etablierte sich auf der Insel im 17. Jahrhundert und wurde bis kurz nach dem Ende des Zweiten Weltkriegs betrieben.

## Tourismus
Der Tourismus ist aufgrund der schützenswerten Flora und Fauna auf der Insel stark reglementiert. Massentourismus sowie der motorisierte Verkehr auf der Insel sind grundsätzlich nicht gestattet und auch die Individualtouristen sind an strikte Verhaltensregeln gebunden. Seit Anfang des 20. Jahrhunderts werden regelmäßige Bootstouren von Arcachon und dem Cap Ferret aus angeboten. In einem begrenzten Umfang ist auch individueller Bootsverkehr gestattet.
Auf der Insel ist das Zelten und Biwakieren sowie die Anlage von Feuerstellen strikt verboten. Sportliche Veranstaltungen dürfen auf und im Uferbereich der Insel nicht durchgeführt werden. Der Zugang zur Insel erfolgt während der Ebbe auf kleinen Booten. Die Touristen, die die Insel besuchen, sind angehalten, die Holzstege, die über das Land und über Priele führen, nicht zu verlassen. Zu den Sehenswürdigkeiten zählen neben den Vogelbeobachtungsstellen, die zwei Cabanes tchanquée sowie die artesischen Brunnen.